# Hipparchos (Athény)
Hipparchos (zemřel 514 př. n. l.) byl athénský samovládce (tyran) od roku 527 př. n. l. do roku 514 př. n. l., syn svého předchůdce Peisistrata. Vládl společně se svým bratrem Hippiasem.

## Zavraždění
Impulsem k zavraždění Hipparcha byla jeho neopětovaná láska k Harmodiovi, jenž měl milence Aristogeitona. Hipparchos se Harmodiovi pomstil tak, že veřejně nařkl jeho sestru ze ztráty panenství. Harmodios a Aristogeiton kvůli této urážce Hipparcha roku 514 př. n. l. napadli a zavraždili. Harmodios byl ihned po úspěšném atentátu na místě zabit ozbrojenci, Aristogeitón uprchl. Nakonec byl ale také zatčen, mučen a popraven. Oba muži vstoupili po vyhnání tyrana Hippiase z Athén roku 510 př. n. l. jako takzvaní tyranobijci.

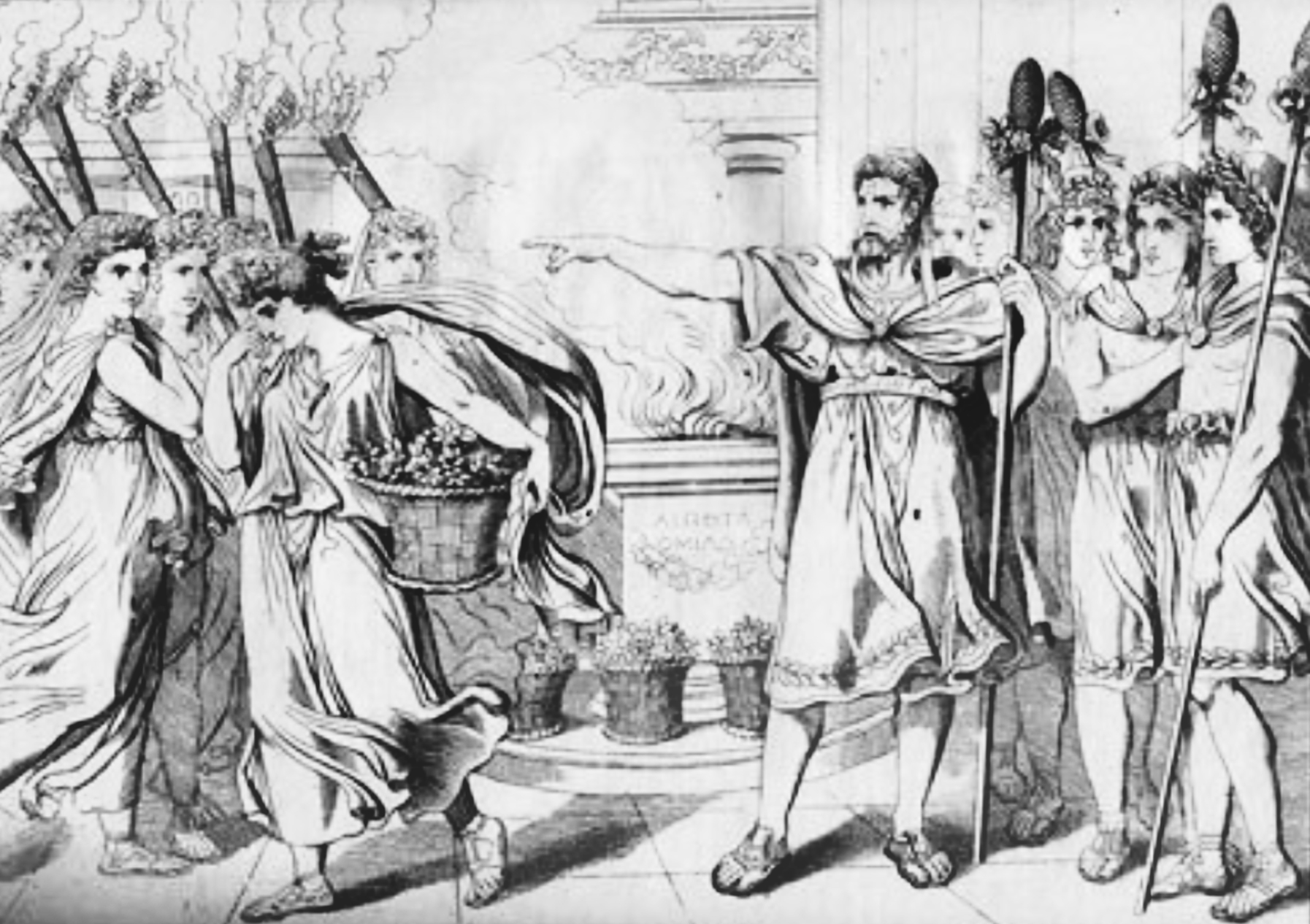
Hipparchos veřejně uráží sestru Harmodia

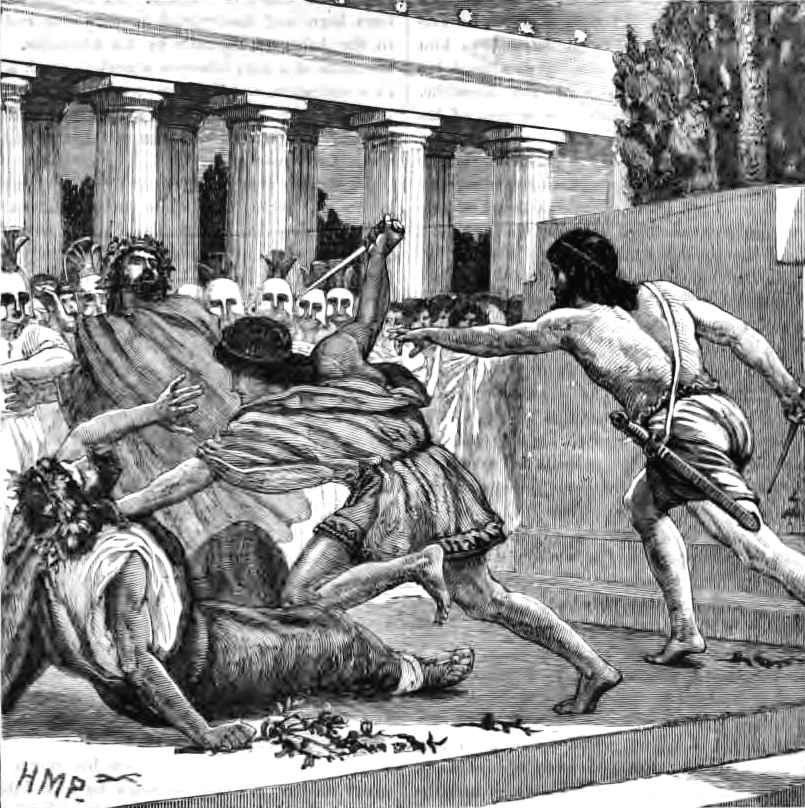
Zavraždění Hipparcha